# Diccionario de filosofía

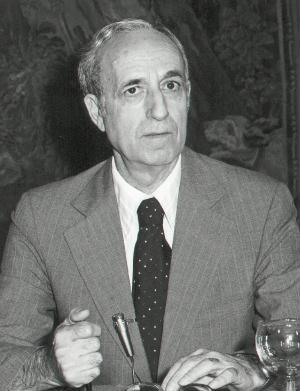
Josep Ferrater i Mora

El Diccionario de filosofía és un obra escrita per Josep Ferrater i Mora, publicada l'any 1941 a Mèxic.

## Característiques de l'obra
És considerada l'obra més important d'aquestes característiques feta per una sola persona. Inspirat pels diccionaris col·lectius en llengua anglesa i alemanya, Ferrater mai no hi deixaria de treballar i d'ampliar-lo, i en la sisena edició, del 1979, quan ja era catedràtic del Bryn Mawr College, el Diccionario de filosofía comptava amb gairebé 4.000 entrades i més de 12.000 pàgines.
Josep Pla el va qualificar d'«esforç titànic, comparable a l'obra del lingüista Joan Coromines». Durant més de trenta anys, Ferrater el va reescriure, en va refer algunes parts i hi va afegir entrades. En certa manera, el diccionari es va transformar en paral·lel al seu pensament. Ferrater es va veure obligat a aprofundir en la tradició analítica i a harmonitzar en la seva obra la diversitat de múltiples matèries: lògica, matemàtica, ciència, ètica, estètica, política o teoria del coneixement. El compendi del diccionari va resultar, a la fi, el reflex de la seva doctrina filosòfica: l'«integracionisme».
L'any 2020, la Càtedra Ferrater Mora de Pensament Contemporani de la Universitat de Girona va presentar la versió digitalitzada i ampliada del Diccionario de Filosofía a fi de recuperar-ne la rellevància i actualitat en l'era d'internet. La nova versió digital consta de 70 entrades noves que recullen conceptes indispensables que Ferrater no havia pogut redactar per motius cronològics. Exemples d'aquestes noves entrades són Hannah Arendt, transhumanisme, computacionalisme o Xavier Rubert de Ventós.